# 清水理沙
清水理沙（日语：／ Shimizu Risa，1988年9月9日—），日本女演員、配音員、旁白。出身於神奈川縣。身高152cm。B型血。

## 簡介
Aksent所屬，兒童劇團向日葵劇團出身，國立音樂大學演奏學科聲樂專修畢業。

## 來歷、人物
清水在出生10個月後，被星探發掘受邀擔任嬰兒商品的照片模特兒。4歲的時候，受到父母的影響進入向日葵劇團以兒童演員身份出道。
1999年，於迪士尼動畫電影《獅子王2：辛巴的榮耀》負責日語配音開始參加配音活動，從此以參加外語片的日語配音為主。
興趣是歌舞伎鑑賞。特長為彈鋼琴、打擊樂、唱歌、舞蹈、長歌三味線等。

## 演出作品
※粗體字表示說明飾演的主要角色。

### 電視動畫
2001年
- 人造人009 THE CYBORG SOLDIER（姊姊）

2004年
- 戀風（環央子）

2007年
- 藍蘭島漂流記（東方院美咲）

2008年
- 道子與哈金（沙夏）

2011年
- 魯邦三世血之刻印 ～永遠的Mermaid～（日语：ルパン三世 血の刻印 〜永遠のMermaid〜）（美沙[3]）

2014年
- 金色琴弦 Blue♪Sky（冥加枝織[4]）
- 巴哈姆特之怒 GENESIS（阿米拉[5]）

2015年
- SHOW BY ROCK!!（安潔莉卡）
- Aquarion Logos（NESTA／神秘女性）
- 潮與虎（篝[6]、佩鳳）
- Concrete Revolutio ～超人幻想～（大和右京）
- 神奇寶貝XY（シェリル）

2016年
- SHOW BY ROCK!! #（安潔莉卡[7]）
- 神奇寶貝 太陽&月亮（喬伊）

2017年
- 鬼平（阿香、阿松、女）
- 神奇寶貝 太陽&月亮（阿羅拉日昇的店長、睡睡菇→燈罩夜菇、偽螳草、蘭螳花、卡璞·蝶蝶）
- 進擊的巨人 第2期（麗奈）

2018年
- 新幹線戰士（速杉櫻）
- 屁屁偵探（[8]）

2019年
- 星之島喵喵（日语：ほしの島のにゃんこ）
- PSYCHO-PASS 3（舞子·邁婭·斯特隆斯卡婭）
- 精靈寶可夢 太陽&月亮（水蓮的花漾海獅→西獅海壬）
- 寶可夢 旅途（巴大蝶、訓練家、君莎、偷兒狐、波波）

2020年
- 別對映像研出手！（拉娜的母親）
- 寶可夢 旅途（螢光魚、夢妖、白海獅、大針蜂、女士、經紀人、蛇紋熊、粉蝶蟲、觀眾、沙漠蜻蜓、西獅海壬、尼多蘭、助手）
- 更多！認真地不認真的怪傑佐羅力（肯特媽媽）

2021年
- SHOW BY ROCK!! STARS!!（安潔莉卡）
- 寶可夢 旅途（克雷色利亞、變隱龍、阿羅拉九尾、瑪力露麗）
- 新幹線戰士Z（速杉櫻）

2022年
- 魯邦三世 PART6（瑪蒂亞）
- 寶可夢 旅途（電龍、鋼鎧鴉）
- Delicious Party ♡ 光之美少女（芙羽心音／香辣天使[9]）
- 即使如此依舊步步進逼（薩曼莎）

2023年
- 寶可夢 旅途 目標是寶可夢大師（君莎）
- 咒術迴戰 懷玉·玉折 / 澀谷事變（黑井美里[10]）
- 川越男子歌唱團（日向母）

2024年
- 百千家的妖怪王子（偽母）
- Unnamed Memory 無名記憶（奧蕾莉雅）
- 噗妮露是可愛史萊姆（雲母麻美[11]）

2025年
- Unnamed Memory 無名記憶 Act.2（奧蕾莉雅[12]）
- 戰隊大失格 2nd season（尤里梅莉達）
- 噗妮露是可愛史萊姆 第2期（雲母麻美[13]）
- Silent Witch 沉默魔女的祕密（希利爾的母親）

### OVA
2015年
- 聖鬥士星矢 THE LOST CANVAS 冥王神話（瑪麗亞）

2017年
- 鬼平～那個男人，長谷川平藏～（少女阿柾）

2019年
- 蒼穹之戰神 THE BEYOND（町內廣播）

### 電影動畫
2011年
- 爺爺的煤油燈（小雪）
- 對某飛行員的追憶（貴族）

2017年
- 午睡公主 ～不為人知的故事～（日语：ひるね姫 〜知らないワタシの物語〜）（森川郁美[14]）

2018年
- 劇場版 神奇寶貝：大家的故事（市長秘書）

2019年
- 劇場版新幹線戰士：來自未來的神速ALFA-X（速杉櫻）

2022年
- 電影 Delicious Party ♡ 光之美少女 夢想的♡兒童餐！（芙羽心音／香辣天使）

2023年
- 北極百貨的秋乃小姐（天堂長尾鸚鵡[15]）

### 網路動畫
2015年
- BeyWarriors Cyborg（日语：ベイブレード#Webアニメ）（索拉）

2017年
- 機動戰士鋼彈 Twilight AXIS（雅萊特·艾露美琪[16]）

2019年
- SD鋼彈世界：三國創傑傳（日语：SDガンダムワールド 三国創傑伝）（貂蟬刹帝利）

2021年
- 星際大戰：異象（お蝶）

2022年
- 寶可夢 被稱為神的阿爾宙斯（君莎）
- 釋雪二藍（小孩）

2023年
- 伊藤潤二狂熱：日本恐怖故事（引摺成美[17]）

### 遊戲
2004年
- 超人特攻隊（巴小倩）

2006年
- 納尼亞傳奇（蘇珊）

2010年
- 金色琴弦3（神秘少女）

2011年
- The Elder Scrolls V：Skyrim

2012年
- 勇氣默示錄

2013年
- 勇氣默示錄 End Layer

2014年
- 巴哈姆特之怒 GENESIS（雷吉娜、阿米拉）
- 闇魂獻祭 DELTA（Red Hood[18]）

2015年
- GRANBLUE FANTASY（阿米拉）

2016年
- Ensemble Girls!!（日语：あんさんぶるガールズ!）（曾根莎拉[19]）
- 名偵探皮卡丘 ～新搭檔誕生～（艾蜜莉雅·克利斯提）

2017年
- 重力異想世界完結篇（熙熙）
- 仁王（福[20]）

2018年
- 名偵探皮卡丘（艾蜜莉雅·克利斯提[21]）
- 刺客教條：奧德賽（卡珊卓[22]）
- 審判之眼：死神的遺言（藤井真冬[23]）
- 樂高超人特攻隊2（巴小倩）
- 傳說對決（愛里造型·櫻吹雪）

2019年
- 王國之心III（ネームレス·スター）
- 隻狼：暗影雙死（變若卿子）

2020年
- 明日方舟（閃靈）
- 賽博朋克2077（V〈女主人翁〉）

2022年
- 審判之逝：湮滅的記憶（藤井真冬）

2024年
- 餓殍：明末千里行（瓊華）

### 廣播劇CD
- 金色琴弦3 SS（校園篇） IV ～天音學員～（冥加枝織）

### 外語配音
※電影和電視作品以播出年份排序，動畫作品則以英文次序排列。

#### 電影／電視影集
| 年份 | 作品                           | 角色                                   | 演員              | 媒介              |
| ---- | ------------------------------ | -------------------------------------- | ----------------- | ----------------- |
| 2011 | 權力遊戲                       | 丹妮莉絲·坦格利安                      | 艾美莉·克拉克     | 付費頻道/影碟版本 |
| 2013 | 海明威好賊                     | 伊芙琳·海明威                          | 艾美莉·克拉克     | 影碟版本          |
| 2016 | 遇見你之前                     | 露伊莎·克拉克                          | 艾美莉·克拉克     | 影碟版本          |
| 2019 | 舊年聖誕好戀嚟                 | 凱特琳娜「凱特」                       | 艾美莉·克拉克     | 影碟版本          |
| 2015 | 尊嚴殖民地                     | Lena                                   | 愛瑪·屈臣         | 影碟版本          |
| 2015 | 邪靈誘罪                       | 安琪拉·格雷                            | 愛瑪·屈臣         | 影碟版本          |
| 2019 | 小婦人                         | 梅格麗特·「梅格」·瑪奇                 | 愛瑪·屈臣         | 影碟版本          |
| 2015 | 托爾金傳                       | 伊迪絲·托爾金                          | 莉莉·歌蓮絲       | 影碟版本          |
| 2015 | 極惡人魔                       | 伊麗莎白·克勞普弗                      | 莉莉·歌蓮絲       | Netflix串流媒體   |
| 2020 | 艾蜜莉在巴黎                   | 艾蜜莉·庫柏                            | 莉莉·歌蓮絲       | Netflix串流媒體   |
| 2020 | 曼克                           | 麗塔·亞歷山大                          | 莉莉·歌蓮絲       | Netflix串流媒體   |
| 2010 | 勝利之歌                       | 伊迪絲·托爾金                          | 愛莉安娜·格蘭德   | 電視/DVD版本      |
| 2013 | 薩姆和卡特                     | 卡特·瓦倫丁                            | 愛莉安娜·格蘭德   | 電視/DVD版本      |
| 2015 | 尖叫女王                       | 「香奈兒2號」索尼婭·赫夫曼             | 愛莉安娜·格蘭德   | 電視/DVD版本      |
| 2001 | 小鬼大間諜                     | 卡門·柯特茲                            | 阿麗夏·維加       | 影碟版本          |
| 2002 | 小鬼大間諜2                    | 卡門·柯特茲                            | 阿麗夏·維加       | 影碟版本          |
| 2003 | 小鬼大間諜3D                   | 卡門·柯特茲                            | 阿麗夏·維加       | 影碟版本          |
| 2011 | 小鬼大間諜4D                   | 卡門·柯特茲                            | 阿麗夏·維加       | 影碟版本          |
| 1986 | 魔幻迷宮                       | 莎拉·威廉斯                            | 珍妮佛·康納莉     | 影碟重配版本      |
| 2000 | 孤軍雄心                       | 安妮霍華德                             | 麗莎·布朗克       | 影碟版本          |
| 2000 | 聖誕禮物                       | 關·莎曼花                              | 布蘭達·宋         | DVD版本           |
| 2000 | 讓愛傳出去                     | 路人                                   | -                 | 影碟版本          |
| 2001 | 安妮·弗蘭克的故事              | 安妮·弗蘭克                            | 漢娜·泰勒·戈登    | 電視版本          |
| 2002 | 崔蒂的真實告白                 | Trudy "Tru" Walker                     | 克拉拉·布萊恩特   | 影碟版本          |
| 2002 | 黑超特警組2                    | 伊麗莎白                               | 克洛伊·索南菲爾德 | 公映/影碟版本     |
| 2002 | 雷蒙·斯尼奇的不幸歷險          | 紫羅蘭·波德賴爾                        | 艾米莉·布朗寧     | 影碟版本          |
| 2004 | 雷鳥神機隊                     | Tin-Tin Kyrano                         | 凡妮莎·哈金斯     | 影碟版本          |
| 2006 | 體操公主                       | 凱莉·克魯茲                            | 瓊斯·羅蘭         | DVD版本           |
| 2007 | 都鐸王朝                       | 凱瑟琳·霍華德                          | 塔姆欣·茉欽特     | 電視版本          |
| 2008 | 史柏力魔怪書                   | 馬洛裏·格雷斯                          | 莎拉·波潔兒       | 影碟版本          |
| 2009 | 不請自來                       | 安娜                                   | 艾米莉·布朗寧     | 影碟版本          |
| 2009 | 謀殺之地                       | 卡麗                                   | 貝爾·鮑利         | 電視版本          |
| 2010 | 遜咖冒險王                     | 安琪·斯特德曼                          | 科洛·莫瑞兹       | 影碟版本          |
| 2010 | 聖殿春秋                       | Martha                                 | -                 | 電視/DVD版本      |
| 2010 | 執法尊家                       | Chloe                                  | -                 | 電視/DVD版本      |
| 2010 | CSI滅罪鑑證科                  | 凱特（S10） 諾拉·沃爾特斯（S15）       | - 梅肯娜·梅爾文   | 電視/DVD版本      |
| 2010 | 神探班克斯                     | 艾米莉·賴德爾                          | -                 | 電視版本          |
| 2010 | 遜咖冒險王                     | 安琪·斯特德曼                          | 科洛·莫瑞兹       | 影碟版本          |
| 2011 | 鑑證行動組                     | 凱莉·安德森（S9）                      | -                 | 電視/DVD版本      |
| 2011 | 權力遊戲                       | 瑞肯·史塔克                            | 阿特·帕金森       | 付費頻道/影碟版本 |
| 2012 | 鬼入鏡4                        | 亚历克森德拉·李                        | 霍莉·尼尔森       | 影碟版本          |
| 2012 | 為老婆唱首歌                   | 伊麗莎白                               | 潔瑪·艾特頓       | 影碟版本          |
| 2013 | 厲陰宅                         | 克裏斯蒂娜·佩倫                        | 喬伊·金           | 影碟版本          |
| 2013 | 屍人保姆                       | 維多利亞                               | 梅根·查本提爾     | 影碟版本          |
| 2013 | 哈比人：荒谷魔龍               | Sigrid                                 | 佩吉·内斯比特     | 公映/影碟版本     |
| 2014 | 無盡的愛 (2014年電影)          | 珍·巴特菲爾德                          | 加布瑞拉·王爾德   | 影碟版本          |
| 2014 | 旱地復仇                       | Mary Holm                              | 艾麗·芬寧         | 影碟版本          |
| 2014 | 哈比人：五軍之戰               | Sigrid                                 | 佩吉·内斯比特     | 公映/影碟版本     |
| 2014 | 賭徒                           | 艾美·菲利普斯                          | 布麗·拉森         | 影碟版本          |
| 2014 | 三劍客與達太安                 | 安娜皇后                               | 亞歷山達拉·道靈   | 電視版本          |
| 2015 | 賤熊2                          | 莎曼莎·傑克森                          | 雅曼達·施菲       | 影碟版本          |
| 2015 | 探訪                           | 蕾貝卡·詹姆森                          | 奧莉維亞·德喬格   | 影碟版本          |
| 2015 | 回歸                           | 卡米爾·溫希普                          | 印蒂·恩南加       | 電視版本          |
| 2015 | 芙蓉仙子                       | 「珍姆」·本頓                          | 奧伯利·皮普爾斯   | 影碟版本          |
| 2015 | 完美巨聲幫                     | 艾蜜莉·匠克-哈登                       | 海莉·史坦菲德     | 影碟版本          |
| 2015 | 扭轉時光機2                    | Jill                                   | 吉莉安·雅各布     | 影碟版本          |
| 2016 | 雲畫的月光                     | 洪羅溫                                 | 金裕貞            | 電視版本          |
| 2016 | 暴力莊園                       | Mary-Anne                              | 泰莎·法米加       | 影碟版本          |
| 2016 | 戰地無情                       | Teresa                                 | 瑪莉亞·瓦維德     | 影碟版本          |
| 2016 | 非常盜2                        | 露拉·梅                                | 麗茲·凱普蘭       | 影碟版本          |
| 2017 | 邁耶維茨家的故事（全新增訂版） | 艾莉莎                                 | 葛蘭絲·范·帕廷    | 影碟版本          |
| 2017 | 海灘救護隊                     | 薩摩·奎茵                              | 亞歷珊卓·妲妲里奧 | 影碟版本          |
| 2017 | 東方快車謀殺案                 | 海倫娜·安德烈尼                        | 露西·波頓         | 公映/影碟版本     |
| 2017 | 使女的故事                     | 珍妮／奧芙華倫／奧芙丹尼爾／奧芙霍華德 | 瑪德琳·布魯爾     | 串流媒體/影碟版本 |
| 2017 | 限制級戰警：重返極限           | 瑟琳娜·昂格爾                          | 荻皮卡·帕都恭     | 影碟版本          |
| 2018 | 比得兔                         | Flopsy Rabbit                          | 瑪歌·羅比         | 影碟版本          |
| 2019 | 怪奇物語（S3）                 | 蘿蘋·巴克利                            | 瑪雅·霍克         | Netflix串流媒體   |
| 2019 | 陽光兔仔兵                     | 艾莎·寇                                | 湯瑪遜·麥肯錫     | 影碟版本          |
| 2020 | 西班牙公主                     | 亞拉岡的凱瑟琳                         | 夏洛特·霍普       | 電視版本          |
| 2020 | 畢業舞會                       | 艾瑪·路蘭                              | 喬·埃倫·佩爾曼    | Netflix串流媒體   |

#### 動畫
- 探險活寶（Breezy）
- 寶貝老闆（三胞胎的母親[24]）
- 小紅帽2：團結力量大（英语：Hoodwinked Too！Hood vs. Evil）（小紅帽）
- 獅子王2：辛巴的榮耀（幼年時期的Vitani〈Lacey Chabert 配音〉）
- Mouk（英语：Mouk）（片頭主題曲的主唱）
- 派拉諾曼：靈動小子（Agatha "Aggie" Prenderghast〈Jodelle Ferland 飾演〉）
- 馬達加斯加的企鵝（Frances Alberta〈Megan Hilty 配音〉）
- 尼可和他的光劍（英语：Niko and the Sword of Light）（Lyra〈Kari Wahlgren 配音〉[25]）
- 小精靈谷大賽（英语：Pixie Hollow Games）（Lilac〈Jessica DiCicco 配音〉）
- 下課後
- 夢不落帝國
- 童話大亂逗（英语：Revolting Rhymes (film)）（白雪公主）
- 送子鳥（鬱金香）
- 新雷鳥神機隊（Lady Penelope Creighton-Ward〈Rosamund Pike 配音〉）
- 魔髮精靈（Poppy公主〈Anna Kendrick 配音〉）
  - 魔髮精靈：節拍不斷（英语：Trolls: The Beat Goes On!）（Poppy〈Anna Kendrick 配音〉）

### 廣播節目
※記號表示說明網路廣播。
- 堀内賢雄的鬼平廣播[錨點失效]（2017年，於動畫官方網站更新）※

### 電視劇
- 交給龍馬我吧！（日语：竜馬におまかせ!）（1996年，日本電視台）
- （龜姬，東京電視台）
- d希望家人（莉莎）
- 大河劇「篤姫」#15（若女中，2008年，NHK）

### 舞台
- 清秀佳人（Anne of Green Gables）（喬西·派）－向日葵劇團創立50週年紀念作品[1]。
- 空色勾玉（日语：空色勾玉）（照日王）
- 秘密花園（The Secret Garden）（梅德洛克夫人）
- 小王子（Le Petit Prince／The Little Prince）（蛇、帶刺的鮮花）
- Vol.2「 ～～」
- Vol.3

## 歌曲

### 角色歌曲
| 發行日期 | 標題                 | 名義                                                                               | 曲名     | 備註                         |
| 2016年   | 2016年               | 2016年                                                                             | 2016年   | 2016年                       |
| -------- | -------------------- | ---------------------------------------------------------------------------------- | -------- | ---------------------------- |
| 5月18日  | 『潮與虎』角色歌曲集 | 篝（清水理沙）                                                                     | 「終道」 | 電視動畫《潮與虎》相關歌曲   |
| 12月21日 | ！                   | 曾根賽菈（清水理沙）、黑森鈴（小松未可子）、月永瑠加（潘惠美）、藤猪雫（金元壽子） | 「聖月」 | 遊戲《學園夢幻祭!!》相關歌曲 |

### 其它參加樂曲
| 發行日期 | 標題                                       | 名義     | 曲名              | 備註                                       |
| 2015年   | 2015年                                     | 2015年   | 2015年            | 2015年                                     |
| -------- | ------------------------------------------ | -------- | ----------------- | ------------------------------------------ |
| 1月28日  | 巴哈姆特之怒 GENESIS 第1卷初回限定版特典CD | 清水理沙 | 「Promised Land」 | 電視動畫《巴哈姆特之怒 GENESIS》片尾主題曲 |

## 外部連結
- Aksent公式官網的聲優簡介 （页面存档备份，存于） （日語）
- （日語）－清水理沙的官方個人部落格。
- 清水理沙的X（前Twitter） （日語）